# Beara achromatica
Beara achromatica är en fjärilsart som beskrevs av George Francis Hampson 1918. Beara achromatica ingår i släktet Beara och familjen trågspinnare. Inga underarter finns listade i Catalogue of Life.